# Harscheisen

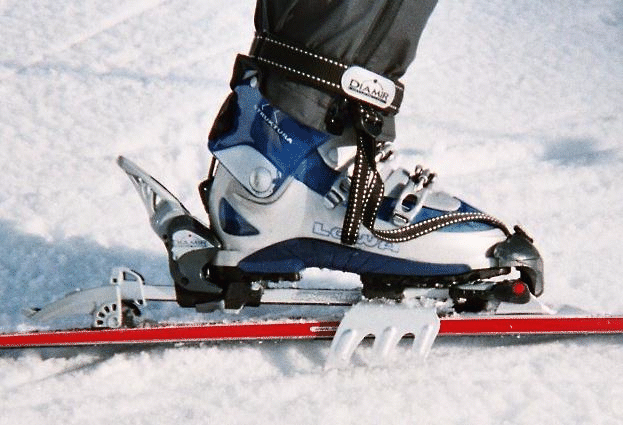
Tourenbindung mit montiertem Harscheisen

Harscheisen sind Beschläge aus Metall (meist leichter Stahl oder Aluminium), die in die Bindung von Tourenski eingesetzt werden, um das Aufsteigen auch auf harschigem oder vereistem Schnee zu erleichtern, wenn die Skifelle keinen ausreichenden Griff entwickeln können. 

## Beschreibung
Die Harscheisen haben beidseitig nach hinten gerichtete Zacken, die ein Abgleiten nach hinten und seitwärts verhindern. 
Bei Entlastung liegen die Harscheisen locker auf und können leicht nach vorne über den Schnee gezogen werden, bei Belastung werden sie durch das Gewicht des Tourengehers in den Schnee gedrückt. 
Wenn die Steighilfe der Tourenbindung aktiviert ist, können Harscheisen oft nicht tief genug in den Schnee eindringen und verlieren ihre Wirkung, da die Schuhsohle beim Steigen nicht mehr flach auf dem Ski aufliegt und die Harscheisen so nicht mehr richtig eingedrückt werden.